# もっけの幸い
『もっけの幸い』（もっけのさいわい）は、柳原陽一郎の初のベスト・アルバム。2015年1月1日にSWEETS DELI RECORDSより発売された。

## 概要
柳原のソロ名義として初のベスト・アルバムで、1990年にたまのメンバーとしてシングル『さよなら人類/らんちう』でメジャーデビューしてから25周年を迎えることを記念した作品。全曲リマスタリング収録。
本作には、柳原がこれまで発表した約150曲（未発表曲を含めると250曲以上）の中から、自身が良いと感じたテイクで選曲された14曲が収録されており、「ベストセレクションアルバム」と位置づけられている。なお、収録曲はSWEETS DELI RECORDSが権利を持っている楽曲から選曲されている。
2014年12月19日に渋谷クラシックスで先行レコ発ライヴ「柳原陽一郎 LIVE【第三金曜日の男 最終回〜もっけの幸い】」が開催され、本作の先行発売が行なわれた。

## 収録曲
| #         | タイトル                                                          | 作詞                | 作曲                                  | 時間  |
| --------- | ----------------------------------------------------------------- | ------------------- | ------------------------------------- | ----- |
| 1.        | 「フリーダム・ライダー」(4thアルバム『ONE TAKE OK!』収録曲)       | 柳原陽一郎          | 柳原陽一郎                            | 4:53  |
| 2.        | 「あの娘は雨女」(5thアルバム『ふたたび』収録曲)                   | 柳原幼一郎          | 柳原幼一郎 知久寿焼 石川浩司 滝本晃司 | 3:28  |
| 3.        | 「再生ジンタ」(8thアルバム『「ほんとうの話」』収録曲)             | 柳原陽一郎          | 柳原陽一郎                            | 3:36  |
| 4.        | 「ブルースを捧ぐ」(6thアルバム『ウシはなんでも知っている』収録曲) | 柳原陽一郎          | 柳原陽一郎                            | 7:26  |
| 5.        | 「BAD LOVE」(7thアルバム『DREAMER'S HIGH』収録曲)                 | 柳原陽一郎          | 柳原陽一郎                            | 4:01  |
| 6.        | 「さよなら人類」(5thアルバム『ふたたび』収録曲)                   | 柳原幼一郎          | 柳原幼一郎 知久寿焼 石川浩司 滝本晃司 | 6:49  |
| 7.        | 「おろかな日々」(6thアルバム『ウシはなんでも知っている』収録曲)   | 柳原陽一郎          | 柳原陽一郎                            | 4:51  |
| 8.        | 「航海日誌」(3rdアルバム『ウタノワ』収録曲)                       | 柳原陽一郎          | 柳原陽一郎                            | 5:07  |
| 9.        | 「真珠採りの詩」(7thアルバム『DREAMER'S HIGH』収録曲)             | 柳原陽一郎          | 柳原陽一郎                            | 3:07  |
| 10.       | 「ほんとうにスキな人」(8thアルバム『「ほんとうの話」』収録曲)     | 柳原陽一郎          | 柳原陽一郎                            | 4:10  |
| 11.       | 「満月小唄」(5thアルバム『ふたたび』収録曲)                       | 柳原幼一郎          | 柳原幼一郎 知久寿焼 石川浩司 滝本晃司 | 8:01  |
| 12.       | 「ホーベン」(3rdアルバム『ウタノワ』収録曲)                       | 柳原陽一郎          | 柳原陽一郎                            | 4:44  |
| 13.       | 「徘徊ロック #5」(7thアルバム『DREAMER'S HIGH』収録曲)            | 柳原陽一郎          | 柳原陽一郎                            | 3:40  |
| 14.       | 「まごころのうた」(自主制作盤『RE-CORD'00』収録曲)                | 糸井重里 柳原幼一郎 | 柳原幼一郎                            | 5:59  |
| 合計時間: | 合計時間:                                                         | 合計時間:           | 合計時間:                             | 69:52 |

## 参加ミュージシャン
フリーダム・ライダー
- 柳原陽一郎：Vocals, Electric Guitar
- 玉城宏志：Electric Guitar
- 笠原直樹：Electric Bass
- 小関純匡：Drums, Backing Vocals

あの娘は雨女
- 柳原陽一郎：Vocals
- 有田純弘：Acoustic Guitar, Dobro Guitar, Banjo, Mandolin
- 水谷浩章：Acoustic Bass

再生ジンタ
- 柳原陽一郎：Vocals, Acoustic Guitar
- 熊坂路得子：Accordion
- 大坪寛彦：Acoustic Bass, Recorder
- トシバウロシ：Bodhrán

ブルースを捧ぐ
- 柳原陽一郎：Vocals, Acoustic Guitar
- 向島ゆり子：Violin
- 水谷浩章：Acoustic Bass
- 外山明：Drums, Tambourine, Backing Vocals
- 太田朱美：Flute
- 橋本歩：Cello
- 松本治：Trombone
- 木幡光邦：Trumpet

BAD LOVE
- 柳原陽一郎：Vocals, Piano
- 鬼怒無月：Electric Guitar
- 水谷浩章：Acoustic Bass
- 外山明：Drums
- 橋本歩：Cello
- 平山織絵：Cello
- 梶谷裕子：Viola

さよなら人類
- 柳原陽一郎：Vocals, Acoustic Guitar, Percussion
- 水谷浩章：Electric Bass, Percussion, Backing Vocals
- 外山明：Drums, Percussion, Backing Vocals
- 高良久美子：Vibraphone, Marimba, Cymbals, Snare, Bass Drum
- 名越ゆきお：Electric Guitar, Sound Effect
- 松本治：Flugel Horn, Trombone, Tuba, Backing Vocals
- Miya：Flute
- 有田純弘：Banjo, Mandolin
- 鬼怒無月：Electric Guitar
- 橋本歩、佐々木綾子、磯田恵美、山野クリボー：Backing Vocals

おろかな日々
- 柳原陽一郎：Vocals, Piano
- 藤谷嗣久：Electric Guitar
- 水谷浩章：Acoustic Bass
- 外山明：Drums, Tambourine, Backing Vocals

航海日誌
- 柳原陽一郎：Vocals, Keyboards, Electric Guitar, Tambourine
- かわいしのぶ：Electric Bass
- 鈴木祥子：Drums
- 河井英里：Backing Vocals

真珠採りの詩
- 柳原陽一郎：Vocals, Bubbling
- 鬼怒無月：Acoustic Guitar, 12strings Guitar, Bubbling
- 水谷浩章：Acoustic Bass
- 外山明：Drums, Percussion, Backing Vocals
- 松本治：Trombone
- 木幡光邦：Trumpet

ほんとうにスキな人
- 柳原陽一郎：Vocals, Acoustic Guitar
- シタール王子：Sitar
- 池田絢子：Tabla

満月小唄
- 柳原陽一郎：Vocals, Acoustic Guitar
- 名越ゆきお：Electric Guitar
- 水谷浩章：Electric Bass, Acoustic Guitar, Backing Vocals
- 外山明：Drums, Backing Vocals
- 高良久美子：Vibraphone, Percussion

ホーベン
- 柳原陽一郎：Vocals, Keyboards, Acoustic Guitar
- 菅原弘明：Electric Guitar
- かわいしのぶ：Electric Bass
- 小関純匡：Drums

徘徊ロック #5
- 柳原陽一郎：Vocals, Acoustic Guitar, Keyboards
- 鬼怒無月：Electric Guitar, Backing Vocals
- 水谷浩章：Electric Bass, Backing Vocals
- 外山明：Drums, Tambourine, Backing Vocals

まごころのうた
- 柳原陽一郎：Vocals, Acoustic Guitar
- 加藤実：Piano
- かわいしのぶ：Electric Bass, Backing Vocals
- 鎌田清：Drums